# Gare de Rosières
Ne doit pas être confondu avec Gare de Rosières-aux-Salines.
La gare de Rosières est une gare ferroviaire française de la ligne d'Amiens à Laon, située à proximité du village centre sur le territoire de la commune de Rosières-en-Santerre, dans le département de la Somme, en région Hauts-de-France.
C'est une gare de la Société nationale des chemins de fer français (SNCF), desservie par des trains TER Hauts-de-France.

## Situation ferroviaire
Établie à 91 mètres d'altitude, la gare de Rosières est située au point kilométrique (PK) 31,014 de la ligne d'Amiens à Laon, entre les gares ouvertes de Marcelcave (dont elle est séparée par les gares fermées de Wiencourt-l'Équipée et Guillaucourt) et de Chaulnes (s'intercale, dans cette direction, la gare également fermée de Lihons).

## Histoire
Le décret du 22 septembre 1864 précisa le tracé de la ligne d'Amiens à Laon entre Amiens et Ham : il devait passer « par ou près Villers-Bretonneux et Chaulnes » et de ce fait par Rosières-en-Santerre.
La gare, gravement endommagée pendant les combats de la Première Guerre mondiale, a été reconstruite pendant l'Entre-deux-guerres

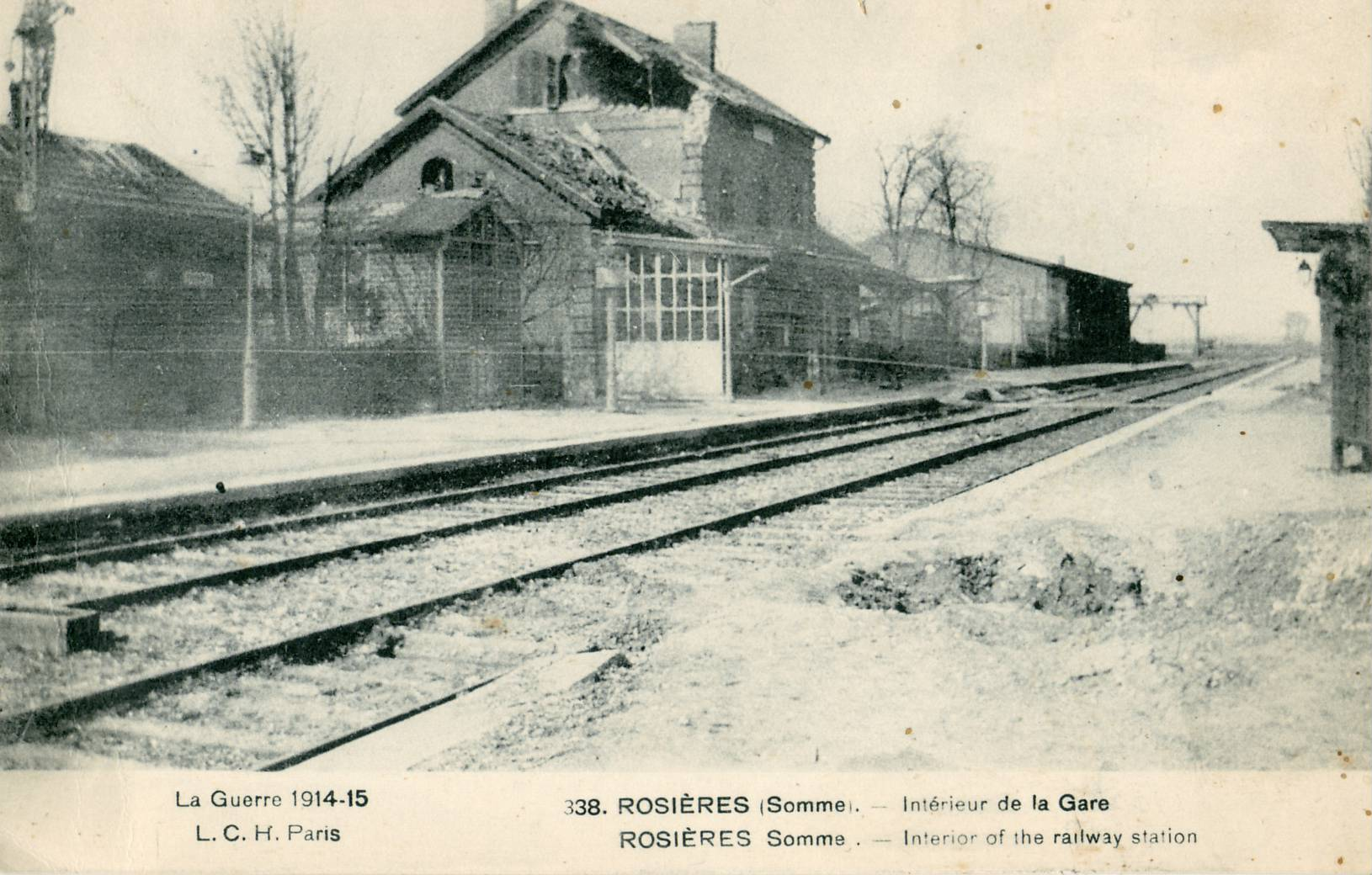
Gare de Rosières ruinée pendant la Première Guerre mondiale

Il y avait autrefois une correspondance avec les lignes pour Montdidier et Albert des Chemins de fer secondaires à voie métrique du réseau départemental de la Somme. Cette ligne fut ouverte le 25 juin 1889 de Montdidier à Rosières-en-Santerre, puis le 26 octobre 1889 de Rosières à Albert. Elle cessa de fonctionner en 1949-1950.

## Service des voyageurs

### Accueil
Gare SNCF, elle possède un bâtiment voyageurs, avec guichet, ouvert du lundi au vendredi, fermé les samedis, dimanches et jours fériés. Elle est équipée d'automates pour l'achat de titres de transport, ainsi que d'un lecteur de carte Pass Pass sur chaque quai.
Une passerelle permet le passage d'un quai à l'autre.

### Desserte
Rosières est desservie par des trains régionaux TER Hauts-de-France qui effectuent des missions entre les gares d'Amiens et de Tergnier ou de Laon. En 2009, la fréquentation de la gare était de 404 voyageurs par jour.

### Intermodalité
Un parking et un parc à vélos sont aménagés à ses abords. 